# LP-Vampula Huittinen
Lo LP-Vampula Huittinen è una società pallavolistica femminile finlandese con sede a Vampula: milita nel campionato finlandese di Lentopallon Mestaruusliiga.

## Rosa 2018-2019
| N° | Nome               | Ruolo | Data di nascita | Nazionalità sportiva |
| -- | ------------------ | ----- | --------------- | -------------------- |
| 1  | Iida Paananen      | P     | 19 marzo 1994   | Finlandia            |
| 2  | Eliisa Peit        | C     | 27 marzo 1991   | Estonia              |
| 3  | Mira Hämäläinen    | O     | 5 marzo 1994    | Finlandia            |
| 4  | Jenni Jantunen     | C     | 4 febbraio 2001 | Finlandia            |
| 5  | Lakia Bright       | S     | 27 luglio 1995  | Stati Uniti          |
| 6  | Tuuli Metsäkoivu   | P     | 26 luglio 1996  | Finlandia            |
| 7  | Emilia Sipilä      | L     | 25 aprile 1992  | Finlandia            |
| 8  | Claire Felix       | C     | 27 gennaio 1995 | Stati Uniti          |
| 9  | Iina Andrikopoulou | O     | 25 maggio 1998  | Finlandia            |
| 10 | Nayara Ferreira    | S     | 5 novembre 1993 | Brasile              |
| 12 | Oona Pennanen      | S     | 26 aprile 1998  | Finlandia            |
| 13 | Petra Sahlberg     | L     | 26 gennaio 1996 | Finlandia            |
| 15 | Susanna Sutki      | S     | 25 marzo 1997   | Finlandia            |

## Denominazioni precedenti
- 1946-2014: Vampulan Urheilijat